# Kathy Rinaldi
Pour les articles homonymes, voir Rinaldi.
Kathy Rinaldi (née le 24 mars 1967 à Stuart en Floride) est une joueuse de tennis américaine, professionnelle du début des années 1980 à septembre 1997.

## Biographie
Elle est aussi connue sous son nom d'épouse, Kathy Rinaldi-Stunkel.
En 1985, elle a atteint les demi-finales à Wimbledon (battue par Chris Evert), sa performance la plus remarquable dans une épreuve du Grand Chelem. L'année suivante, le 26 mai, elle s'est hissée au 7e rang mondial, le meilleur classement de sa carrière.
Kathy Rinaldi a remporté cinq titres sur le circuit WTA, dont deux en double dames aux côtés de la Canadienne Jill Hetherington.

## Palmarès

### Titres en simple dames
| No | Date       | Nom et lieu du tournoi                  | Catégorie | Dotation  | Surface         | Finaliste        | Score         |          |
| -- | ---------- | --------------------------------------- | --------- | --------- | --------------- | ---------------- | ------------- | -------- |
| 1  | 12-10-1981 | Borden Classic, Kyoto                   |           | 50 000 $  | Dur (ext.)      | Julie Harrington | 6-1, 7-5      | Parcours |
| 2  | 12-08-1985 | United Jersey Bank Classic, Mahwah      |           | 150 000 $ | Dur (ext.)      | Steffi Graf      | 6-4, 3-6, 6-4 | Parcours |
| 3  | 03-11-1986 | Virginia Slims of Arkansas, Little Rock |           | 75 000 $  | Moquette (int.) | Natasha Zvereva  | 6-4, 6-7, 6-0 | Parcours |

### Finales en simple dames
| No | Date       | Nom et lieu du tournoi             | Catégorie | Dotation  | Surface         | Vainqueure       | Score         |          |
| -- | ---------- | ---------------------------------- | --------- | --------- | --------------- | ---------------- | ------------- | -------- |
| 1  | 23-11-1981 | South African Open, Johannesburg   |           | NC        | Dur (ext.)      | Kathleen Horvath | 7-6, 6-4      | Parcours |
| 2  | 17-05-1982 | German Open, Berlin                | Series 3  | 100 000 $ | Terre (ext.)    | Bettina Bunge    | 6-2, 6-2      | Parcours |
| 3  | 26-07-1982 | Wells Fargo Open, San Diego        | Series 4  | 125 000 $ | Dur (ext.)      | Tracy Austin     | 7-6, 6-3      | Parcours |
| 4  | 16-09-1985 | Virginia Slims of Chicago, Chicago |           | 150 000 $ | Moquette (int.) | Bonnie Gadusek   | 6-1, 6-3      | Parcours |
| 5  | 05-05-1986 | Virginia Slims of Houston, Houston |           | 150 000 $ | Terre (ext.)    | Chris Evert      | 6-4, 2-6, 6-4 | Parcours |

### Titres en double dames
| No | Date       | Nom et lieu du tournoi            | Catégorie | Dotation  | Surface      | Partenaire        | Finalistes                       | Score         |          |
| -- | ---------- | --------------------------------- | --------- | --------- | ------------ | ----------------- | -------------------------------- | ------------- | -------- |
| 1  | 15-04-1991 | Virginia Slims of Houston Houston | Tier II   | 350 000 $ | Terre (ext.) | Jill Hetherington | Patty Fendick Mary Joe Fernández | 6-1, 2-6, 6-1 | Parcours |
| 2  | 29-07-1991 | Mazda Tennis Classic San Diego    | Tier III  | 225 000 $ | Dur (ext.)   | Jill Hetherington | Gigi Fernández Nathalie Tauziat  | 6-4, 3-6, 6-2 | Parcours |

### Finales en double dames
| No | Date       | Nom et lieu du tournoi                   | Catégorie | Dotation  | Surface         | Vainqueures                         | Partenaire        | Score         |          |
| -- | ---------- | ---------------------------------------- | --------- | --------- | --------------- | ----------------------------------- | ----------------- | ------------- | -------- |
| 1  | 25-03-1991 | US Hard Court Championships San Antonio  | Tier III  | 225 000 $ | Dur (ext.)      | Patty Fendick Monica Seles          | Jill Hetherington | 7-6, 6-2      | Parcours |
| 2  | 30-09-1991 | Volkswagen Cup Leipzig                   | Tier III  | 225 000 $ | Moquette (int.) | Manon Bollegraf Isabelle Demongeot  | Jill Hetherington | 6-4, 6-3      | Parcours |
| 3  | 27-01-1992 | Nutri-Metics Bendon Classic Auckland     | Tier V    | 100 000 $ | Dur (ext.)      | Rosalyn Fairbank Raffaella Reggi    | Jill Hetherington | 1-6, 6-1, 7-5 | Parcours |
| 4  | 24-02-1992 | Matrix Essentials Evert Cup Indian Wells | Tier II   | 350 000 $ | Dur (ext.)      | Claudia Kohde-Kilsch Stephanie Rehe | Jill Hetherington | 6-3, 6-3      | Parcours |
| 5  | 13-03-1992 | Lipton International Championships Miami | Tier I    | 800 000 $ | Dur (ext.)      | Arantxa Sánchez Larisa Neiland      | Jill Hetherington | 7-5, 5-7, 6-3 | Parcours |
| 6  | 13-04-1992 | Virginia Slims of Houston Houston        | Tier II   | 350 000 $ | Terre (ext.)    | Patty Fendick Gigi Fernández        | Jill Hetherington | 7-5, 6-4      | Parcours |
| 7  | 26-10-1992 | Puerto Rico Open San Juan                | Tier IV   | 150 000 $ | Dur (ext.)      | Amanda Coetzer Elna Reinach         | Gigi Fernández    | 6-2, 4-6, 6-2 | Parcours |
| 8  | 01-02-1993 | Nutri-Metics Bendon Classic Auckland     | Tier IV   | 100 000 $ | Dur (ext.)      | Isabelle Demongeot Elna Reinach     | Jill Hetherington | 6-2, 6-4      | Parcours |
| 9  | 12-03-1993 | The Lipton Championships Miami           | Tier I    | 900 000 $ | Dur (ext.)      | Larisa Neiland Jana Novotná         | Jill Hetherington | 6-2, 7-5      | Parcours |
| 10 | 17-05-1993 | Internationaux de Strasbourg Strasbourg  | Tier III  | 150 000 $ | Terre (ext.)    | Shaun Stafford Andrea Temesvári     | Jill Hetherington | 6-7, 6-3, 6-4 | Parcours |

## Parcours en Grand Chelem

### En simple dames
| Année | Open d'Australie (janvier) | Open d'Australie (janvier) | Internationaux de France | Internationaux de France | Wimbledon       | Wimbledon         | US Open         | US Open           | Open d'Australie (décembre) | Open d'Australie (décembre) |
| ----- | -------------------------- | -------------------------- | ------------------------ | ------------------------ | --------------- | ----------------- | --------------- | ----------------- | --------------------------- | --------------------------- |
| 1981  | n/a                        | n/a                        | 1/4 de finale            | Hana Mandlíková          | 2e tour (1/32)  | Claudia Pasquale  | 1er tour (1/64) | Kathleen Horvath  | -                           | -                           |
| 1982  | n/a                        | n/a                        | 4e tour (1/8)            | Martina Navrátilová      | 3e tour (1/16)  | Pam Shriver       | 4e tour (1/8)   | Andrea Jaeger     | -                           | -                           |
| 1983  | n/a                        | n/a                        | 4e tour (1/8)            | Jo Durie                 | 4e tour (1/8)   | Kathy Jordan      | 2e tour (1/32)  | Ivanna Madruga    | 1er tour (1/32)             | Jennifer Mundel             |
| 1984  | n/a                        | n/a                        | 3e tour (1/16)           | Kathleen Horvath         | 1er tour (1/64) | Kim Steinmetz     | 2e tour (1/32)  | C. Kohde-Kilsch   | 3e tour (1/8)               | Martina Navrátilová         |
| 1985  | n/a                        | n/a                        | 3e tour (1/16)           | Raffaella Reggi          | 1/2 finale      | Chris Evert       | 1er tour (1/64) | Andrea Holíková   | -                           | -                           |
| 1986  | n/a                        | n/a                        | 1/4 de finale            | Martina Navrátilová      | 1er tour (1/64) | Nathalie Herreman | 1er tour (1/64) | Michelle Casati   | n/a                         | n/a                         |
| 1987  | -                          | -                          | 3e tour (1/16)           | Nathalie Tauziat         | -               | -                 | -               | -                 | n/a                         | n/a                         |
| 1988  | -                          | -                          | 1er tour (1/64)          | D. Van Rensburg          | -               | -                 | 1er tour (1/64) | N. Herreman       | n/a                         | n/a                         |
| 1989  | -                          | -                          | 2e tour (1/32)           | Gretchen Rush            | 1er tour (1/64) | Jo-Anne Faull     | 2e tour (1/32)  | Nathalie Tauziat  | n/a                         | n/a                         |
| 1990  | 2e tour (1/32)             | M.J. Fernández             | 1er tour (1/64)          | Eva Švíglerová           | 1er tour (1/64) | Karin Kschwendt   | 2e tour (1/32)  | Jana Novotná      | n/a                         | n/a                         |
| 1991  | 1er tour (1/64)            | Lori McNeil                | 2e tour (1/32)           | Tami Whitlinger          | 1er tour (1/64) | Nathalie Herreman | 2e tour (1/32)  | Gigi Fernández    | n/a                         | n/a                         |
| 1992  | -                          | -                          | 1er tour (1/64)          | Shaun Stafford           | 2e tour (1/32)  | Manuela Maleeva   | 2e tour (1/32)  | Carrie Cunningham | n/a                         | n/a                         |
| 1993  | 1er tour (1/64)            | Veronika Martinek          | 3e tour (1/16)           | M.J. Fernández           | 2e tour (1/32)  | Gabriela Sabatini | 1er tour (1/64) | Alexandra Fusai   | n/a                         | n/a                         |
| 1994  | 1er tour (1/64)            | Kimiko Date                | -                        | -                        | -               | -                 | -               | -                 | n/a                         | n/a                         |
| 1995  | -                          | -                          | -                        | -                        | -               | -                 | 1er tour (1/64) | Conchita Martínez | n/a                         | n/a                         |
| 1996  | -                          | -                          | -                        | -                        | 1er tour (1/64) | Larisa Neiland    | 1er tour (1/64) | Florencia Labat   | n/a                         | n/a                         |

À droite du résultat, l’ultime adversaire.

### En double dames
| Année | Open d'Australie (janvier)    | Open d'Australie (janvier) | Internationaux de France      | Internationaux de France  | Wimbledon                    | Wimbledon                 | US Open                       | US Open                     | Open d'Australie (décembre) | Open d'Australie (décembre) |
| ----- | ----------------------------- | -------------------------- | ----------------------------- | ------------------------- | ---------------------------- | ------------------------- | ----------------------------- | --------------------------- | --------------------------- | --------------------------- |
| 1981  | n/a                           | n/a                        | 1er tour (1/32) Kim Jones     | S. Margolin Anne White    | 1er tour (1/32) S. Mascarin  | J. Mundel S. Rollinson    | 1er tour (1/32) Pam Casale    | L. Antonoplis Lindsay Morse | -                           | -                           |
| 1982  | n/a                           | n/a                        | -                             | -                         | 3e tour (1/8) Chris Evert    | Navrátilová Pam Shriver   | 1er tour (1/32) Zina Garrison | Diane Desfor B. Hallquist   | -                           | -                           |
| 1983  | n/a                           | n/a                        | 1er tour (1/32) L. Thompson   | Patty Fendick S. Solomon  | -                            | -                         | 1er tour (1/32) S. Mascarin   | Sherry Acker Lele Forood    | -                           | -                           |
| 1984  | n/a                           | n/a                        | 1er tour (1/32) I. Madruga    | Anne Minter J. Mundel     | -                            | -                         | 2e tour (1/16) S. Mascarin    | Jo Durie Ann Kiyomura       | 1er tour (1/16) S. Mascarin | Anne Minter E. Minter       |
| 1985  | n/a                           | n/a                        | 1er tour (1/32) Zina Garrison | B. Nagelsen Anne White    | 2e tour (1/16) Zina Garrison | T. Holladay Mima Jaušovec | 1/2 finale Zina Garrison      | Kohde-Kilsch Helena Suková  | -                           | -                           |
| 1986  | n/a                           | n/a                        | 1er tour (1/32) Zina Garrison | I. Madruga C. Tanvier     | 3e tour (1/8) Zina Garrison  | Gretchen Rush J. Russell  | 1/4 de finale Zina Garrison   | H. Mandlíková W. Turnbull   | n/a                         | n/a                         |
| 1987  | -                             | -                          | 1/2 finale Jenny Byrne        | Steffi Graf G. Sabatini   | -                            | -                         | -                             | -                           | n/a                         | n/a                         |
| 1989  | -                             | -                          | -                             | -                         | 2e tour (1/16) B. Potter     | M. Bollegraf Eva Pfaff    | 2e tour (1/16) Jo Durie       | Elise Burgin R. Fairbank    | n/a                         | n/a                         |
| 1990  | 1er tour (1/32) Zina Garrison | Sabrina Goleš K. Maleeva   | -                             | -                         | -                            | -                         | 2e tour (1/16) Hetherington   | L. Neiland N. Zvereva       | n/a                         | n/a                         |
| 1991  | 1/2 finale Hetherington       | G. Fernández Jana Novotná  | 1er tour (1/32) Helen Kelesi  | Julie Halard Anke Huber   | 3e tour (1/8) Hetherington   | G. Fernández Jana Novotná | 1er tour (1/32) Hetherington  | S. Appelmans C. Benjamin    | n/a                         | n/a                         |
| 1992  | 2e tour (1/16) Hetherington   | Kimiko Date M. Jaggard     | 3e tour (1/8) Hetherington    | Steffi Graf Anke Huber    | 1er tour (1/32) Hetherington | Elise Burgin M. de Swardt | 3e tour (1/8) Hetherington    | Lori McNeil Rennae Stubbs   | n/a                         | n/a                         |
| 1993  | 1/2 finale Hetherington       | Pam Shriver E. Smylie      | 1er tour (1/32) Hetherington  | Bryukhovets N. Medvedeva  | 1/4 de finale Hetherington   | G. Fernández N. Zvereva   | 2e tour (1/16) Hetherington   | Yayuk Basuki Nana Miyagi    | n/a                         | n/a                         |
| 1994  | 2e tour (1/16) Katrina Adams  | Nicole Arendt K. Radford   | -                             | -                         | -                            | -                         | -                             | -                           | n/a                         | n/a                         |
| 1995  | -                             | -                          | -                             | -                         | -                            | -                         | 2e tour (1/16) Robin White    | L. Davenport Lisa Raymond   | n/a                         | n/a                         |
| 1996  | -                             | -                          | 1er tour (1/32) Hetherington  | L. Davenport MJ Fernández | 2e tour (1/16) Hetherington  | N. Bradtke R. McQuillan   | 2e tour (1/16) Hetherington   | Lori McNeil G. Sabatini     | n/a                         | n/a                         |
| 1997  | -                             | -                          | 1er tour (1/32) R. Fairbank   | Meike Babel Laura Golarsa | 1er tour (1/32) R. Fairbank  | Anke Huber Monica Seles   | 2e tour (1/16) Hetherington   | Lisa Raymond Rennae Stubbs  | n/a                         | n/a                         |

Sous le résultat, la partenaire ; à droite, l’ultime équipe adverse.

### En double mixte
| Année | Open d'Australie (janvier), | Open d'Australie (janvier), | Internationaux de France     | Internationaux de France   | Wimbledon                    | Wimbledon                | US Open                      | US Open                   | Open d'Australie (décembre), | Open d'Australie (décembre), |
| ----- | --------------------------- | --------------------------- | ---------------------------- | -------------------------- | ---------------------------- | ------------------------ | ---------------------------- | ------------------------- | ---------------------------- | ---------------------------- |
| 1981  | n/a                         | n/a                         | -                            | -                          | -                            | -                        | 2e tour (1/8) V. Van Patten  | M. L. Piatek Ross Case    | n/a                          | n/a                          |
| 1982  | n/a                         | n/a                         | 1/4 de finale Jimmy Arias    | C. Monteiro Cássio Motta   | 2e tour (1/16) Andrés Gómez  | Jenny Byrne Tony Roche   | -                            | -                         | n/a                          | n/a                          |
| 1983  | n/a                         | n/a                         | -                            | -                          | 1er tour (1/32) Mike Bauer   | H. Ludloff M. Guntrip    | -                            | -                         | n/a                          | n/a                          |
| 1984  | n/a                         | n/a                         | 2e tour (1/16) H. Simonsson  | Jenny Byrne M. Kratzmann   | -                            | -                        | -                            | -                         | n/a                          | n/a                          |
| 1991  | -                           | -                           | -                            | -                          | 1/2 finale Grant Connell     | N. Zvereva Jim Pugh      | -                            | -                         | n/a                          | n/a                          |
| 1992  | -                           | -                           | 3e tour (1/8) Rick Leach     | N. Zvereva M. Kratzmann    | 2e tour (1/16) Grant Connell | Jo Durie Jeremy Bates    | -                            | -                         | n/a                          | n/a                          |
| 1993  | 2e tour (1/8) Grant Connell | A. Sánchez T. Woodbridge    | 2e tour (1/16) Grant Connell | Caroline Vis Menno Oosting | 1/4 de finale P. Galbraith   | Navrátilová M. Woodforde | 1/2 finale P. Galbraith      | Navrátilová M. Woodforde  | n/a                          | n/a                          |
| 1994  | 2e tour (1/8) P. Galbraith  | MJ Fernández Sandon Stolle  | -                            | -                          | -                            | -                        | -                            | -                         | n/a                          | n/a                          |
| 1996  | -                           | -                           | 2e tour (1/16) Kelly Jones   | N. Bradtke T. Woodbridge   | 1er tour (1/32) Kelly Jones  | Lori McNeil Mark Keil    | 1er tour (1/16) T. Kronemann | Nicole Arendt Luke Jensen | n/a                          | n/a                          |
| 1997  | -                           | -                           | 3e tour (1/8) T. Kronemann   | Lisa Raymond P. Galbraith  | 1er tour (1/32) T. Kronemann | Helena Suková Cyril Suk  | -                            | -                         | n/a                          | n/a                          |

Sous le résultat, le partenaire ; à droite, l’ultime équipe adverse.

## Parcours aux Masters

### En simple dames
| # | Date       | Nom de l'édition                      | ($)     | Surface         | Résultat       | Ultime adversaire | Score         |          |
| - | ---------- | ------------------------------------- | ------- | --------------- | -------------- | ----------------- | ------------- | -------- |
| 1 | 21/03/1983 | Virginia Slims Championships New York | 350 000 | Moquette (int.) | 1er tour (1/8) | Sylvia Hanika     | 6-0, 6-2      | Parcours |
| 2 | 18/03/1985 | Virginia Slims Championships New York | 500 000 | Moquette (int.) | 1/2 finale     | Helena Suková     | 6-4, 6-2      | Parcours |
| 3 | 17/03/1986 | Virginia Slims Championships New York | 500 000 | Moquette (int.) | 1er tour (1/8) | Helena Suková     | 6-7, 6-3, 7-6 | Parcours |
| 4 | 17/11/1986 | Virginia Slims Championships New York | 500 000 | Moquette (int.) | 1er tour (1/8) | Bettina Bunge     | 7-5, 6-4      | Parcours |

### En double dames
| # | Date       | Nom de l'édition                      | ($)       | Surface         | Résultat      | Partenaire        | Ultimes adversaires           | Score              |          |
| - | ---------- | ------------------------------------- | --------- | --------------- | ------------- | ----------------- | ----------------------------- | ------------------ | -------- |
| 1 | 18/11/1991 | Virginia Slims Championships New York | 3 000 000 | Moquette (int.) | 1/4 de finale | Jill Hetherington | Arantxa Sánchez Helena Suková | 6-3, 5-7, 2-0, ab. | Parcours |
| 2 | 16/11/1992 | Virginia Slims Championships New York | 3 000 000 | Moquette (int.) | 1/4 de finale | Jill Hetherington | Larisa Neiland Jana Novotná   | 6-4, 7-6           | Parcours |
| 3 | 15/11/1993 | Virginia Slims Championships New York | 3 708 500 | Moquette (int.) | 1/4 de finale | Jill Hetherington | Pam Shriver Elizabeth Smylie  | 7-6, 7-5           | Parcours |

## Classements WTA en fin de saison

### En simple
| Année | 1983 | 1984 | 1985 | 1986 | 1987 | 1988 | 1989 | 1990 | 1991 | 1992 | 1993 | 1994 | 1996 |
| Rang  | 15   | 23   | 11   | 8    | 26   | 87   | 52   | 70   | 105  | 110  | 83   | 327  | 225  |

Source : (en) « Classements de Kathy Rinaldi », sur le site officiel du WTA Tour

### En double
| Année | 1986 | 1987 | 1988 | 1989 | 1990 | 1991 | 1992 | 1993 | 1994 | 1996 |
| Rang  | 23   | 75   | 565  | 96   | 81   | 20   | 15   | 22   | 103  | 52   |

Source : (en) « Classements de Kathy Rinaldi », sur le site officiel du WTA Tour